# Leszek (Sohn von Bolesław III.)
Leszek (* um 1115; † vor dem 26. August 1131) war ein polnischer Prinz. Er entstammte dem Adelsgeschlecht der Piasten.

## Leben
Leszek war der älteste gemeinsame Sohn des polnischen Herzogs Bolesław III. Schiefmund († 1138) und Salome von Berg. Seinen Namen erhielt er wahrscheinlich nach Lestek, den der zeitgenössische Chronist Gallus Anonymus († nach 1116) in seiner Chronik und Taten der Herzöge und Fürsten von Polen als einen der Stammväter der Piasten nennt. Da Bolesław III. bereits einen älteren Sohn aus erster Ehe mit Zbysława von Kiew, den späteren Seniorherzog Władysław II. von Polen, hatte, kam es bereits nach der Geburt von Leszek zu einem Konflikt um die Erbfolge. Der Palatin Skarbimir begann 1118 einen Aufstand gegen den Herzog, da er die Ansicht vertrat, dass die Mächtigen des Herzogtums den neuen Herzog zwischen Władysław und Lestek bestimmen sollten und nicht der Herzog selbst. Leszek starb noch vor seinem Vater.

## Ehe und Familie
Leszek blieb zeitlebens unverheiratet und kinderlos. 